# 더그 브로슈
더그 브로슈(Doug Brochu, 1990년 9월 29일 ~ )는 미국의 배우이다.

## 출연 작품
- 오비튜어리스 (2014)
- 유쾌한 서니 시즌1 (2009)
- 아이칼리 시즌1 (2007)